# Sochiapa, Veracruz
Sochiapa là một đô thị thuộc bang Veracruz, México. Năm 2005, dân số của đô thị này là 3183 người.